# Filipa z Lancasteru
Filipa z Lancasteru (anglicky Philippa of Lancaster, portugalsky Filipa de Lencastre, 31. března 1360 hrad Leicester– 19. července 1415 klášter Odivelas) byla jako manželka portugalského krále Jana I. portugalskou královnou. Její manželství zajistilo anglicko-portugalské spojenectví a narodilo se z něj několik princů a princezen, kteří se stali známí jako Slavná generace.

## Dětství a vzdělání
Filipa byla nejstarší dcera Jana z Gentu, lancasterského vévody, a jeho manželky Blanky. Jako nejstarší dítě většinu svého dětství trávila v různých palácích a zámcích svého otce. Zde byla vychovávána a vzdělávána spolu se svými mladšími sourozenci, Alžbětou a Jindřichem, budoucím anglickým králem (1399–1413).
Filipina matka, vévodkyně Blanka, zemřela v roce 1369 na dýmějový mor. Později si Filipin otec vzal za manželku svou milenku a dceřinu vychovatelku Kateřinu Swynfordovou. V budoucnu se Filipa velmi snažila, aby ochránila samu sebe před takovými skandály. Kateřinin vstup do Filipiny rodiny však měl i jednu výhodu – Kateřina měla blízký vztah s Geoffreym Chaucerem (její sestra Filipa Roetová byla Chaucerova manželka). Jan z Gentu se stal Chaucerovým příznivcem, a tak Chaucer trávil hodně času s rodinou jako jeden z Filipiných učitelů a vychovatelů. Filipa byla jako žena na svou dobu velmi vzdělaná, studovala přírodní vědy pod dohledem mnicha Jana, poezii pod vedením Jeana Froissarta, a filozofii s teologií ji učil Jan Viklef.

## Manželství

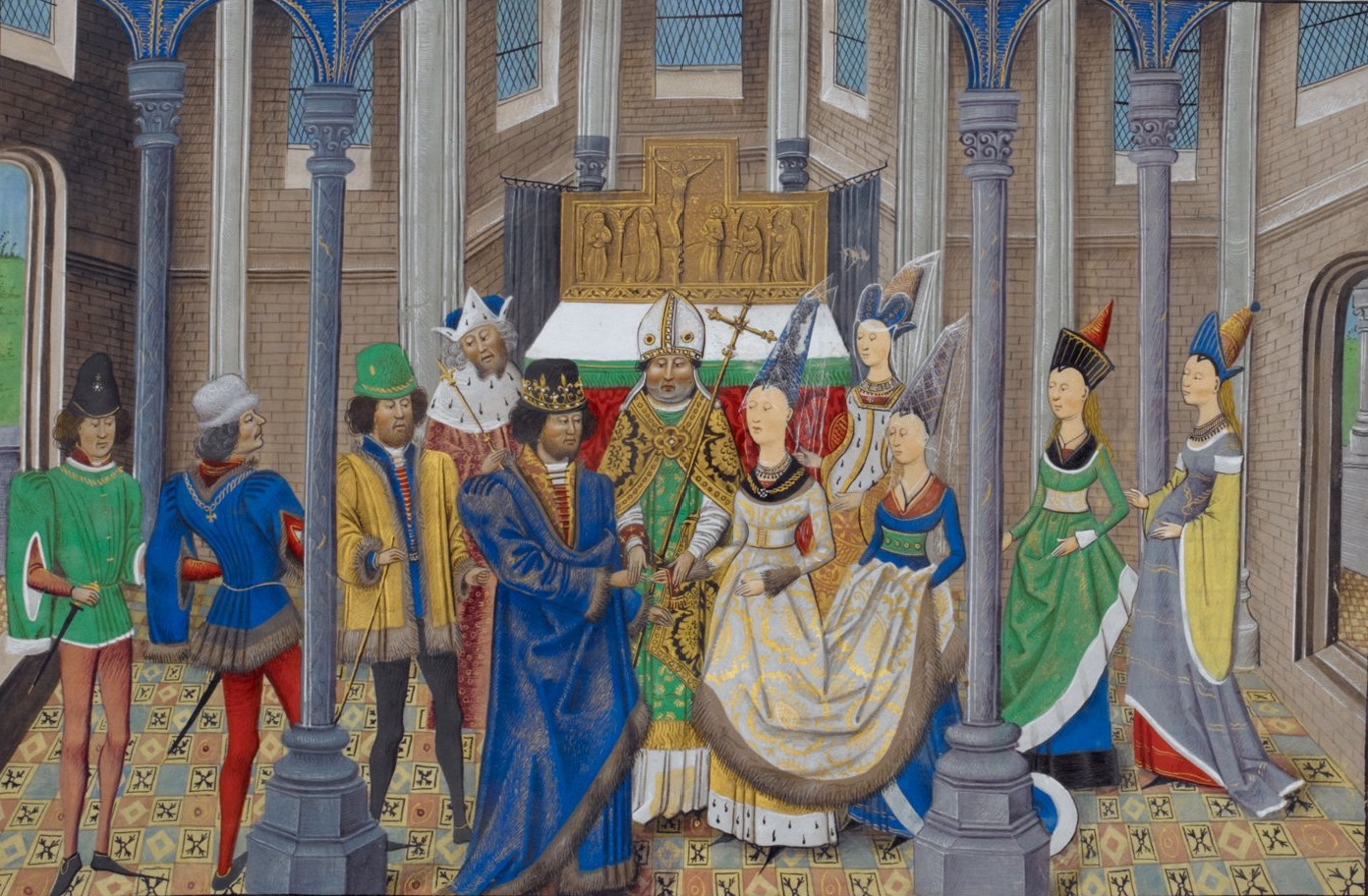
Sňatek portugalského krále Jana I. a Filipy Lancasterské

Filipa se portugalskou královnou stala prostřednictvím sňatku s králem Janem. Toto manželství bylo dohodnuto politicky v rámci anglicko-portugalské aliance, která bylo naopak uzavřena proti francouzsko-kastilskému spojenectví.
Dvojice byla požehnaná 2. února 1387 v katedrále v Portu. Manželství začalo 14. února 1387 a portugalský královský dvůr tuto událost oslavoval patnáct dní. Filipa a Jan I. měli tzv. sňatek v zastoupení a v souladu s jedinečnou portugalskou tradicí, kdy zastupující ženich předstíral, že s nevěstou strávil noc. Tímto zástupcem krále Jana I. byl João Rodrigues de Sá.
Filipa nebyla považována za obzvlášť pěknou ženu, král navíc měl milenku, s níž měl tři děti.. Král Jan si Filipu vybral za manželku, protože se říkalo, že Jan z Gentu měl právo na Kastilské království díky své mladší dceři Kateřině, kterou měl s Konstancií Kastilskou. Tímto si portugalský král pojistil, že Jan z Gentu každopádně nebude zpochybňovat nově ustavenou portugalskou královskou dynastii.
V době svatby měla Filipa už 27 let a bylo to její první manželství. V té době byla považována za příliš starou na to, aby byla poprvé nevěstou. Obavy o její schopnost dát králi děti však rychle pominuly, když Filipa postupně porodila devět dětí, z nichž šest přežilo dětství.
Král měl kromě dětí se svou právoplatnou manželkou i tři další, které mu porodila jeho dlouholetá milenka Inés Peres Estevesová. Jejich synovi Alfonsovi bylo deset let, když si Jan bral za ženu Filipu. Filipa povolila Alfonsovi a jeho sestře Beatrix, aby byly vychovany na královském dvoře. Jejich matka však musela na Filipin příkaz opustit dvůr a byla poslána do kláštera, kde se stala matkou představenou.

## Vliv na královském dvoře

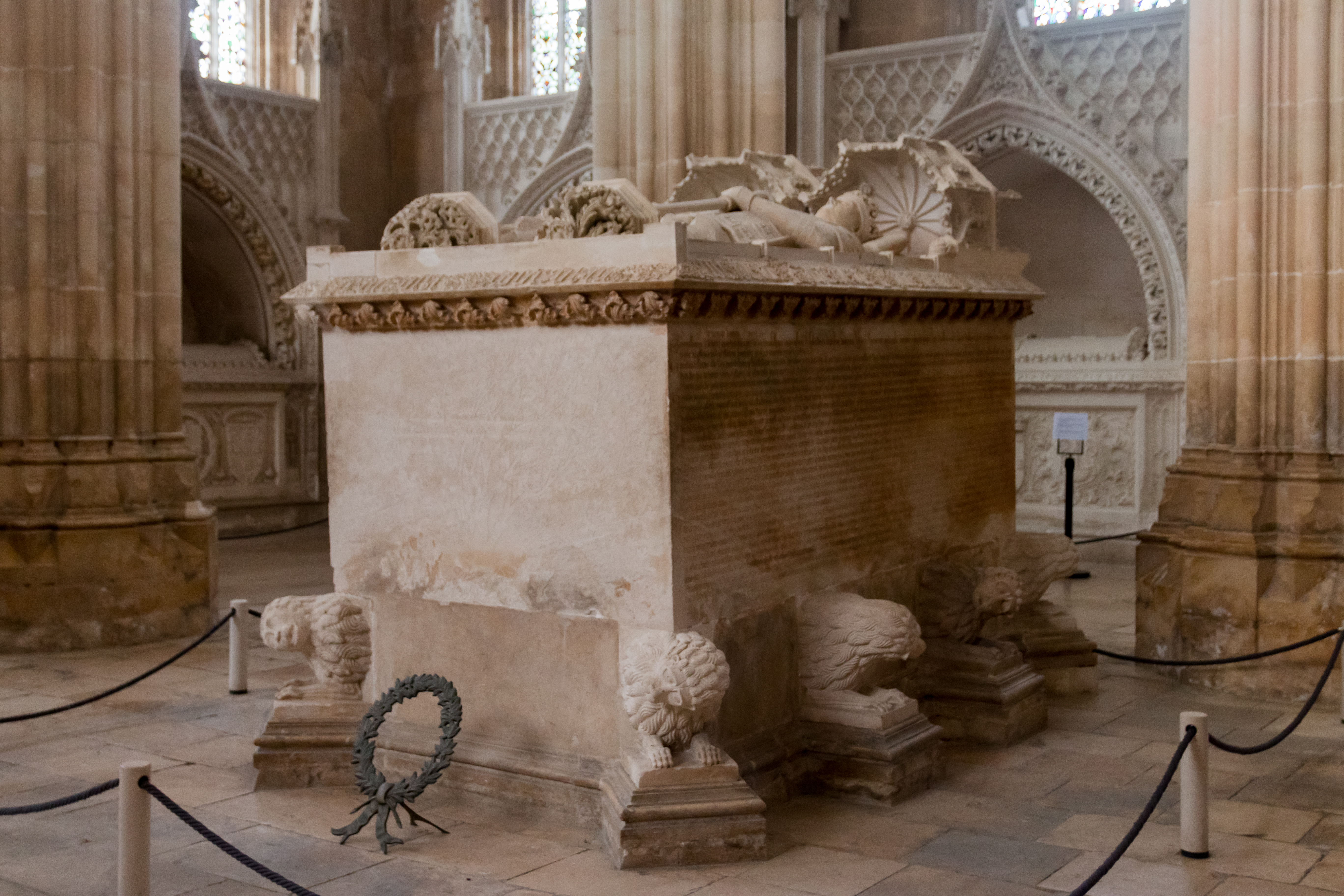
Hrobka portugalského krále Jana I. a jeho manželky Filipy (klášter Batalha)

Přestože byla Filipa ve své době považována za dokonalý symbol královské poslušnosti a její veřejné mínění bylo, že „by bylo neslušné, kdyby manželka zasahovala do manželových záležitostí“, Filipa měla ve skutečnosti velký vliv na portugalském i anglickém dvoře a aktivně se účastnila světového dění.
Listy, které se zachovaly dodnes, dokazují, že Filipa často psala dopisy na anglický dvůr a v tomto směru byla zapojena do anglické politiky. V jednom případě dokonce Filipa zasáhla do dvorní politiky ve prospěch stoupenců sesazeného Richarda II. poté, co se její bratr Jindřich zmocnil anglického trůnu. V dalším případě přesvědčila váhavého arundelského hraběte ke svatbě s nemanželskou dceru krále Jana, Beatrix, což ještě více upevnilo spojenectví mezi Portugalskem a Anglií.
Na konci několika válek s Kastilií a s Maury, do kterých se Portugalsko zapojilo, byla portugalská ekonomika zničena a mnoho lidí, kteří našli ve válce zaměstnání, bylo najednou nezaměstnaných. Filipa prokázala značné znalosti o obchodu a politice – radila králi, aby vyslal vojenskou výpravu do afrického města Ceuta. Filipa věděla, že dobytí a kontrola nad tímto městem by byla velmi výhodná a výnosná – znamenalo by to totiž kontrolu nad africkým a indickým obchodem s kořením. Přestože Filipa zemřela dříve, než se tento její plán uskutečnil, Portugalsko poslalo armádu a město dobylo 14. srpna 1415.

## Smrt
Ve věku 55 let Filipa onemocněla morem. Přestěhovala se z Lisabonu a povolala své syny, aby jim dala požehnání. Svým třem synům darovala drahokamy vykládané meče.
Král Jan, který kdysi váhal se sňatkem s ní, si svou manželku zřejmě oblíbil a „byl tak zarmoucený její smrtelnou nemocí, že nemohl jíst ani spát“.
Prý bez bolestí zemřela 19. července 1415 a byla pohřbena nejdříve v klášteře Odivelas a později byly její tělesné ostatky přesunuty do kláštera Batalha.

## Potomci
- Blanka (13. července 1388 – 6. března 1389)
- Afonso (30. července 1390 – 22. prosince 1400)
- Eduard I. (31. října 1391 – 9. září 1438), korunní princ, král portugalský od roku 1433 až do své smrti
⚭ 1428 Eleonora Aragonská (2. května 1402 – 19. února 1445), aragonská princezna

- Petr (9. prosince 1392 – 20. května 1449), vévoda z Coimbry, regent království, ⚭ 1428 Isabela z Urgellu (12. března 1409 – 17. září 1459)
- Jindřich Mořeplavec (4. března 1394 – 13. listopadu 1460), vévoda z Viseu
- Isabela (21. února 1397 – 17. prosince 1472),
⚭ 1430 Filip III. Dobrý (31. července 1396 – 15. června 1467); vévoda burgundský, brabandský a lucemburský, hrabě flanderský, burgundský, holandský, zeelandský a z Artois
- Jan (13. ledna 1400 – 18. října 1442), portugalský konstábl, pán z Reguengos de Monsaraz, Colares a Belas
⚭ 1424 Isabela z Braganzy (1402–1466)
- Ferdinando (29. září 1402 – 5. června 1443), svobodný a bezdětný

## Vývod z předků
|                     |                       |  |                     |                            |  |  |  |  |  |  |  | Eduard I. Anglický |
|                     |                       |  |                     |                            |  |  |  |  |  |  |  |                    |
|                     | Eduard II. Anglický   |  |                     |                            |  |  |  |  |  |  |  |                    |
|                     |                       |  |                     |                            |  |  |  |  |  |  |  |                    |
|                     |                       |  |                     | Eleonora Kastilská         |  |  |  |  |  |  |  |                    |
|                     |                       |  |                     |                            |  |  |  |  |  |  |  |                    |
|                     | Eduard III. Anglický  |  |                     |                            |  |  |  |  |  |  |  |                    |
|                     |                       |  |                     |                            |  |  |  |  |  |  |  |                    |
|                     |                       |  |                     | Filip IV. Francouzský      |  |  |  |  |  |  |  |                    |
|                     |                       |  |                     |                            |  |  |  |  |  |  |  |                    |
|                     | Izabela Francouzská   |  |                     |                            |  |  |  |  |  |  |  |                    |
|                     |                       |  |                     |                            |  |  |  |  |  |  |  |                    |
|                     |                       |  |                     | Jana I. Navarrská          |  |  |  |  |  |  |  |                    |
|                     |                       |  |                     |                            |  |  |  |  |  |  |  |                    |
|                     | Jan z Gentu           |  |                     |                            |  |  |  |  |  |  |  |                    |
|                     |                       |  |                     |                            |  |  |  |  |  |  |  |                    |
|                     |                       |  |                     | Jan II. Holandský          |  |  |  |  |  |  |  |                    |
|                     |                       |  |                     |                            |  |  |  |  |  |  |  |                    |
|                     | Vilém III. Holandský  |  |                     |                            |  |  |  |  |  |  |  |                    |
|                     |                       |  |                     |                            |  |  |  |  |  |  |  |                    |
|                     |                       |  |                     | Filipa Lucemburská         |  |  |  |  |  |  |  |                    |
|                     |                       |  |                     |                            |  |  |  |  |  |  |  |                    |
|                     | Filipa z Hainault     |  |                     |                            |  |  |  |  |  |  |  |                    |
|                     |                       |  |                     |                            |  |  |  |  |  |  |  |                    |
|                     |                       |  |                     | Karel I. z Valois          |  |  |  |  |  |  |  |                    |
|                     |                       |  |                     |                            |  |  |  |  |  |  |  |                    |
|                     | Johana z Valois       |  |                     |                            |  |  |  |  |  |  |  |                    |
|                     |                       |  |                     |                            |  |  |  |  |  |  |  |                    |
|                     |                       |  |                     | Markéta z Anjou            |  |  |  |  |  |  |  |                    |
|                     |                       |  |                     |                            |  |  |  |  |  |  |  |                    |
| Filipa z Lancasteru |                       |  |                     |                            |  |  |  |  |  |  |  |                    |
|                     |                       |  |                     |                            |  |  |  |  |  |  |  |                    |
|                     |                       |  | Edmund z Lancasteru |                            |  |  |  |  |  |  |  |                    |
|                     |                       |  |                     |                            |  |  |  |  |  |  |  |                    |
|                     | Jindřich z Lancasteru |  |                     |                            |  |  |  |  |  |  |  |                    |
|                     |                       |  |                     |                            |  |  |  |  |  |  |  |                    |
|                     |                       |  |                     | Blanka z Artois            |  |  |  |  |  |  |  |                    |
|                     |                       |  |                     |                            |  |  |  |  |  |  |  |                    |
|                     | Jindřich z Grosmontu  |  |                     |                            |  |  |  |  |  |  |  |                    |
|                     |                       |  |                     |                            |  |  |  |  |  |  |  |                    |
|                     |                       |  |                     | Patrik V. Chauworth        |  |  |  |  |  |  |  |                    |
|                     |                       |  |                     |                            |  |  |  |  |  |  |  |                    |
|                     | Maud Chaworthová      |  |                     |                            |  |  |  |  |  |  |  |                    |
|                     |                       |  |                     |                            |  |  |  |  |  |  |  |                    |
|                     |                       |  |                     | Isabela z Beauchamp        |  |  |  |  |  |  |  |                    |
|                     |                       |  |                     |                            |  |  |  |  |  |  |  |                    |
|                     | Blanka z Lancasteru   |  |                     |                            |  |  |  |  |  |  |  |                    |
|                     |                       |  |                     |                            |  |  |  |  |  |  |  |                    |
|                     |                       |  |                     | Ludvík z Brienne           |  |  |  |  |  |  |  |                    |
|                     |                       |  |                     |                            |  |  |  |  |  |  |  |                    |
|                     | Jindřich z Beaumontu  |  |                     |                            |  |  |  |  |  |  |  |                    |
|                     |                       |  |                     |                            |  |  |  |  |  |  |  |                    |
|                     |                       |  |                     | Anežka z Beaumont-au-Maine |  |  |  |  |  |  |  |                    |
|                     |                       |  |                     |                            |  |  |  |  |  |  |  |                    |
|                     | Isabela z Beaumontu   |  |                     |                            |  |  |  |  |  |  |  |                    |
|                     |                       |  |                     |                            |  |  |  |  |  |  |  |                    |
|                     |                       |  |                     | Alexander Comyn            |  |  |  |  |  |  |  |                    |
|                     |                       |  |                     |                            |  |  |  |  |  |  |  |                    |
|                     | Alice Comynová        |  |                     |                            |  |  |  |  |  |  |  |                    |
|                     |                       |  |                     |                            |  |  |  |  |  |  |  |                    |
|                     |                       |  |                     | Joanna Latimer             |  |  |  |  |  |  |  |                    |
|                     |                       |  |                     |                            |  |  |  |  |  |  |  |                    |